# T.J. Middleton
T. J. Middleton, né le 2 mai 1968 à Auburn (État de New York), est un joueur américain de tennis.
Principalement joueur de double, il a été finaliste en double mixte à Wimbledon.

## Carrière
- En simple

Il atteint les quarts de finale à Saint-Petersbourg en 1995 où il perd contre Guillaume Raoux 1-6, 2-6 mais surtout il bat au passage Thomas Muster no 17 mondiale 7-5, 6-3
Sur le circuit principal il joue aussi à Athènes et Orlando en 1991 ainsi qu'à Shanghai et Memphis qui est un ATP 500 en 1998.
Il atteint la finale du Challenger de Lagos en 1991, perdu contre Paul Haarhuis 3-6, 3-6.
- En double

Finale en Challengers à Benin City, Ribeirao, Madeira en 1991, Turin en 1992, Palm Spring en 1993, Lippstadt en 1995, Austin en 1996 et Birmingham en 1999.
Vainqueur à New Haven et Azores en 1991 Hamburen en 1995, Lippstadt, Cali et Bogota en 1996.
- En mixte

Finaliste avec Lori McNeil à Wimbledon contre Todd Woodbridge et Helena Suková 6-3, 5-7, 3-6.

## Palmarès

### Finales en double messieurs
| No | Date       | Nom et lieu du tournoi            | Catégorie    | Dotation  | Surface      | Vainqueurs                       | Partenaire     | Score          |          |
| -- | ---------- | --------------------------------- | ------------ | --------- | ------------ | -------------------------------- | -------------- | -------------- | -------- |
| 1  | 16-03-1992 | Grand-Prix Hassan II Casablanca   | World Series | 130 000 $ | Terre (ext.) | Horacio de la Peña Jorge Lozano  | Ģirts Dzelde   | 2-6, 6-4, 7-6  | Parcours |
| 2  | 18-08-1997 | Waldbaum’s Hamlet Cup Long Island | World Series | 303 000 $ | Dur (ext.)   | Marcos Ondruska David Prinosil   | Mark Keil      | 6-4, 6-4       |          |
| 3  | 02-02-1998 | Marseille Indoors Marseille       | Int' Series  | 514 250 $ | Dur (int.)   | Donald Johnson Francisco Montana | Mark Keil      | 6-4, 3-6, 6-3  | Parcours |
| 4  | 23-08-1999 | MFS Pro Championships Boston      | Int' Series  | 325 000 $ | Dur (ext.)   | Guillermo Cañas Martín García    | Marius Barnard | 5-7, 7-62, 6-3 |          |

### Finale en double mixte
| No | Date       | Nom et lieu du tournoi      | Catégorie | Dotation    | Surface      | Vainqueurs                    | Partenaire  | Score         |          |
| -- | ---------- | --------------------------- | --------- | ----------- | ------------ | ----------------------------- | ----------- | ------------- | -------- |
| 1  | 20-06-1994 | The Championships Wimbledon | G. Chelem | 3 361 848 $ | Gazon (ext.) | Helena Suková Todd Woodbridge | Lori McNeil | 3-6, 7-5, 6-3 | Parcours |